# Fyodor Chalov
Fyodor Nikolayevich Chalov (em russo:  Фёдор Николаевич Чалов; 10 de abril de 1998) é um futebolista russo que atua como centroavante. Atualmente defende o PAOK.

## Carreira

### Clubes
Chalov fez a sua estreia pela equipe principal do CSKA Moscou na Copa da Rússia, em um jogo contra o Yenisey Krasnoyarsk, em 21 de setembro de 2016.
Em 2 de novembro de 2016, marcou 4 gols pelo CSKA Moscou sub-19 em uma partida contra o Monaco pela Liga Jovem da UEFA, em uma vitória por 5 a 0 sobre o Monaco.
Chalov fez sua estreia na Primeira Divisão Russa no dia 6 de novembro de 2016, entrando como reserva em um jogo contra o Amkar Perm. No dia 22 de novembro de 2016, fez a sua estreia pela Liga dos Campeões da UEFA, em um jogo contra o Bayer Leverkusen. Ele marcou seu primeiro gol pelo CSKA Moscou no dia 3 de dezembro de 2016, em um jogo contra o Ural Ecaterimburgo.
Em 27 de fevereiro de 2017, Chalov assinou um novo contrato com o CSKA Moscou, com duração até 2020.

## Carreira internacional
Chalov foi convocado para a lista estendida de convocados da Rússia para a Copa do Mundo FIFA de 2018, porém, não esteve presente na lista final.

## Honras

### Clube
- CSKA Moscou: Supercopa da Rússia: 2018[9]
- CSKA Moscou: Copa da Rússia: 2023[10]